# Chapelle-Viviers
Chapelle-Viviers é uma comuna francesa na região administrativa da Nova Aquitânia, no departamento de Vienne. Estende-se por uma área de 14,53 km². Em 2010 a comuna tinha 570 habitantes (densidade: 39,2 hab./km²).